# Splendide isolement
Pour les articles homonymes, voir Splendide.

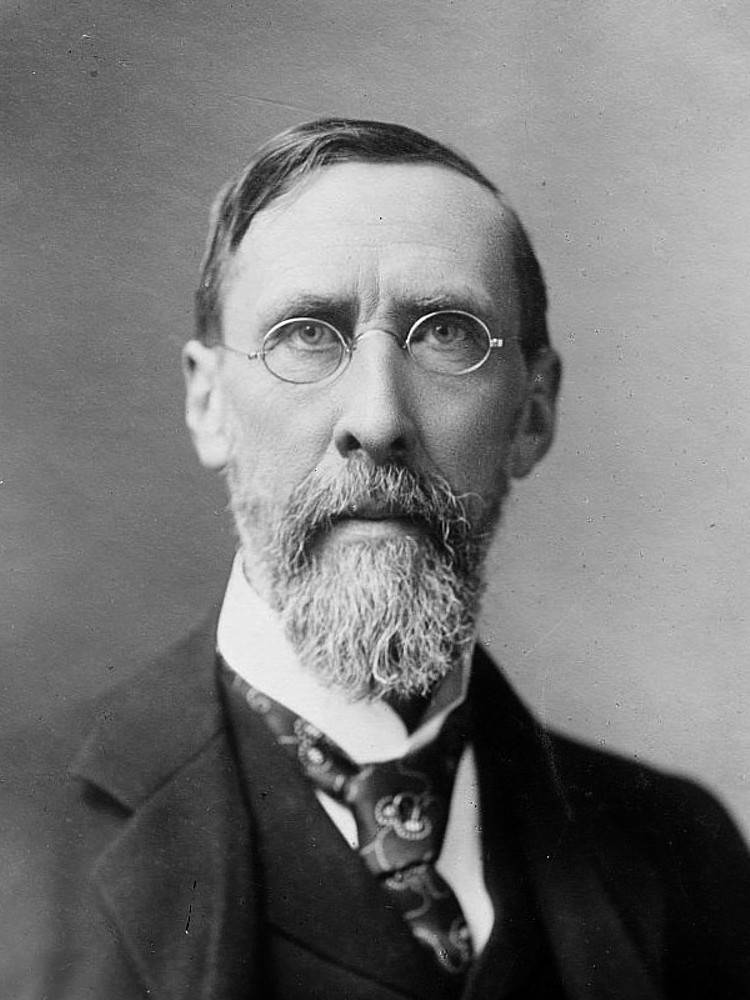
George Eulas Foster, homme politique canadien, premier utilisateur de l'expression du splendide isolement.

Le splendide isolement (en anglais : Splendid isolation) est une politique étrangère mise en place par le Royaume-Uni à la fin du XIXe siècle, sous les gouvernements conservateurs des Premiers ministres Benjamin Disraeli et le marquis de Salisbury. L'expression est utilisée pour la première fois par un homme politique canadien, George Eulas Foster, pour faire l'éloge de la position britannique consistant à se tenir à l'écart des affaires européennes.

## Principes
La doctrine britannique peut être résumée en quatre points :
- refus de la conclusion d'alliances en temps de paix, afin d'éviter une guerre provoquée par un allié ;
- non-ingérence dans les affaires intérieures des autres États ;
- intervention en Europe continentale uniquement en cas de risque d'hégémonie d'une seule puissance ;
- défense de la liberté de commerce et de la liberté des mers.

L'expression est utilisée pour la première fois le 22 janvier 1896 dans un article du Times.

## Applications et exceptions
Par le traité des XXIV articles, le Royaume-Uni garantit la neutralité de la Belgique, les ports d'Anvers, Ostende et Zeebruges étant considérés comme stratégiques pour le contrôle de la Manche.
L'Entente de la Méditerranée protège le statu quo et vise à contrer l'expansion de l'Empire russe. De même, la guerre de Crimée est disputée contre la Russie. Le Grand Jeu vise à protéger et étendre l'Empire britannique.

## Fin
L'isolation britannique commence à apparaître comme une faiblesse à la fin du XIXe siècle. Le départ du pouvoir de Otto von Bismarck qui avait maintenu de bonnes relations plonge le Royaume-Uni dans l'incertitude. L'alliance franco-russe est nouée entre deux rivaux historiques. La course germano-britannique aux armements navals menace son hégémonie maritime. La première et la deuxième guerre des Boers illustrent les difficultés de l'armée britannique.
La première étape vers l'abandon du splendide isolement est la signature de l'Alliance anglo-japonaise.
Ainsi, ce splendide isolement fut mis à pied par un rapprochement franco-britannique effectué le 8 avril 1904 : il s'agit de l'Entente cordiale. Associé à un rapprochement franco-russe opérant depuis les années 1890, cette fin de l'isolement britannique signera l'avènement de la Triple-Entente.

## Utilisation ultérieure
Le splendide isolement est évoqué lors des discussions entre le Royaume-Uni et l'Union européenne lors du Brexit, l'Union mettant en garde contre un retour à cette doctrine.
L'isolement diplomatique de certains pays comme la Russie ou la Turquie a pu être qualifié de « splendide isolement » par ironie,,,.